# Кумбс, Пэт
Пэт Кумбс (англ. Pat Coombs; 27 августа 1926, Камберуэлл, Большой Лондон — 25 мая 2002, Нортвуд, Большой Лондон) — английская комедийная актриса радио, кино и телевидения.

## Биография
Патриция Дорин Кумбс (полное имя актрисы) родилась 27 августа 1926 года в Камберуэлле (Лондон). Её отец, Томас (1898—1982), работал в сфере страхования, всего в семье было трое детей. Мать звали Хильда Мэй Кумбс (до брака — Болл; 1898—1971). Среднее образование девочка получила в Бекенхэме, затем начала работать преподавателем в детском саду, но вскоре тяга к актёрскому мастерству побудила её брать уроки драматического искусства (во время Второй мировой войны) вместе со своей подругой и соседкой Вивьен Мерчант. Показав значительные успехи, в возрасте 19 лет Кумбс выиграла грант на обучение по специальности «актриса» в Лондонской академии музыкального и драматического искусства; там же она позднее преподавала дисциплину «Диалект».
С 1952 года Кумбс начала сниматься в телесериалах и телефильмах, с 1959 года — в кинофильмах, правда, пока без указания в титрах. Кинокарьера актрисы продолжалась сорок лет (1952—1992), за которые она появилась в примерно 85 кино- и телефильмах и телесериалах; в 2001 году Кумбс также снялась в одном эпизоде телесериала «Врачи».
Основной актёрский образ — вечно угнетённая женщина, комично находящаяся «под каблуком» у более сильных личностей.
Снялась в огромном количестве рекламных роликов.
В 1995 году у Кумбс был диагностирован остеопороз, она стала активным членом Королевского общества по борьбе с остеопорозом. Скончалась 25 мая 2002 года от эмфиземы лёгких в «актёрском доме» Денвилл Холл в Нортвуде (Лондон).
Актриса никогда не была замужем и не оставила после себя детей: «Я никогда не была безумно амбициозна; я думаю, что если бы я была замужем, моя карьера вылетела бы из окна».

## Избранная фильмография

### Широкий экран
В титрах указана
- 1968 — Пока смерть не разлучит нас[англ.] / Till Death Us Do Part — соседка
- 1969 — Так держать, доктор… опять[англ.] / Carry On Again Doctor — новая старшая медсестра
- 1971 — Папашина армия[англ.] / Dad's Army — миссис Холл
- 1971 — На автобусах[англ.] / On the Buses — Вера
- 1972 — Ох… Вы ужасны[англ.] / Ooh… You Are Awful — Либби Нивен
- 1973 — Адольф Гитлер: Моя роль в его свержении[англ.] / Adolf Hitler: My Part in His Downfall — Флоренс (мать Спайка Миллигана)

В титрах не указана
- 1959 — Мистер Питкин на эстраде / Follow a Star — жеманная девушка в театре
- 1962 — Ей придётся уйти[англ.] / She'll Have to Go — леди на станционной платформе
- 1963 — Приключения Питкина в больнице / A Stitch in Time — медсестра
- 1967 — Так держать, доктор[англ.] / Carry On Doctor — тревожная пациентка
- 1971 — Вилли Вонка и шоколадная фабрика / Willy Wonka & the Chocolate Factory — Генриетта Солт

### Телевидение
- 1957—1958 — Полчаса Хэнкока[англ.] / Hancock's Half Hour — разные роли (в 2 эпизодах)
- 1961 — Бутси и Снудж[англ.] / Bootsie and Snudge — Грейс (в эпизоде Morning Surgery)
- 1963, 1965—1966 — Хью и я[англ.] / Hugh and I — разные роли (в 4 эпизодах)
- 1963, 1966—1967, 1969—1970 — Комедийный театр[англ.] / Comedy Playhouse — разные роли (в 5 эпизодах)
- 1966, 1968, 1974—1975 — Пока смерть не разлучит нас[англ.] / Till Death Us Do Part — разные роли (в 7 эпизодах)
- 1966, 1969, 1971—1977, 1980 — Шоу Дика Эмери[англ.] / The Dick Emery Show — разные роли (в 44 эпизодах)
- 1969 — Домби и сын[англ.] / Dombey and Son — Лукреция Токс (в 5 эпизодах)
- 1970 — На Помпеи![англ.] / Up Pompeii! — Тарта, волшебница (в эпизоде The Legacy)
- 1970 — Маленькие гангстеры[англ.] / Here Come the Double Deckers — Дорис Фишер (в 2 эпизодах)
- 1973 — Сайкс[англ.] / Sykes — автобусный кондуктор (в эпизоде Uniform)
- 1975 — Джеканори[англ.] / Jackanory — леди Синтия (в эпизоде The Queen and the Robot)
- 1977—1981 — Ты молод лишь дважды[англ.] / You're Only Young Twice — Сисси Лапин (в 31 эпизоде)
- 1985 — Холодный дом[англ.] / Bleak House — миссис Гаппи (в эпизоде #1.6)
- 1985, 1987 — Супер-бабушка[англ.] / Super Gran — разные роли (в 2 эпизодах)
- 1989—1990 — Жители Ист-Энда / EastEnders — Мардж Грин[англ.] (в 59 эпизодах)
- 1990, 1992 — В болезни и в здравии[англ.] / In Sickness and in Health — миссис Кэри (в 9 эпизодах)
- 1992 — Одного поля ягоды[англ.] / Birds of a Feather — Глория (в эпизоде Breadwinner)
- 1992 — Бун[англ.] / Boon — Дорис (в эпизоде The Sharp End)
- 2001 — Врачи[англ.] / Doctors — Ирен Моррис (в эпизоде A Wonderful Life)

### В роли самой себя
Ток-шоу, телеигры и т. п.
- 1970, 1973 — Играем в школу[англ.] / Play School — в 2 выпусках
- 1970, 1976, 1978, 1995, 1997 — Это твоя жизнь[англ.] / This Is Your Life — в 5 выпусках
- 1975—1978, 1993 — ? / Celebrity Squares — в 36 выпусках
- 1978—1979, 1987 — 3-2-1[англ.] / 3-2-1 — в 4 выпусках
- 1979—1985, 1987, 1989 — ? / Blankety Blank — в 11 выпусках
- 1983, 1985 — Радуга[англ.] / Rainbow — в 2 выпусках
- 1987—1988, 1992 — Воган[англ.] / Wogan — в 4 выпусках
- 1988, 1994 — Аудиенция с…[англ.] / An Audience with… — в 3 выпусках
- 1992—1995 — Вечеринка у Ноэля[англ.] / Noel's House Party — в 10 выпусках
- 1993 — Телевизионные наркоманы[англ.] / Telly Addicts — в выпуске #9.3